# Kutzenhausen

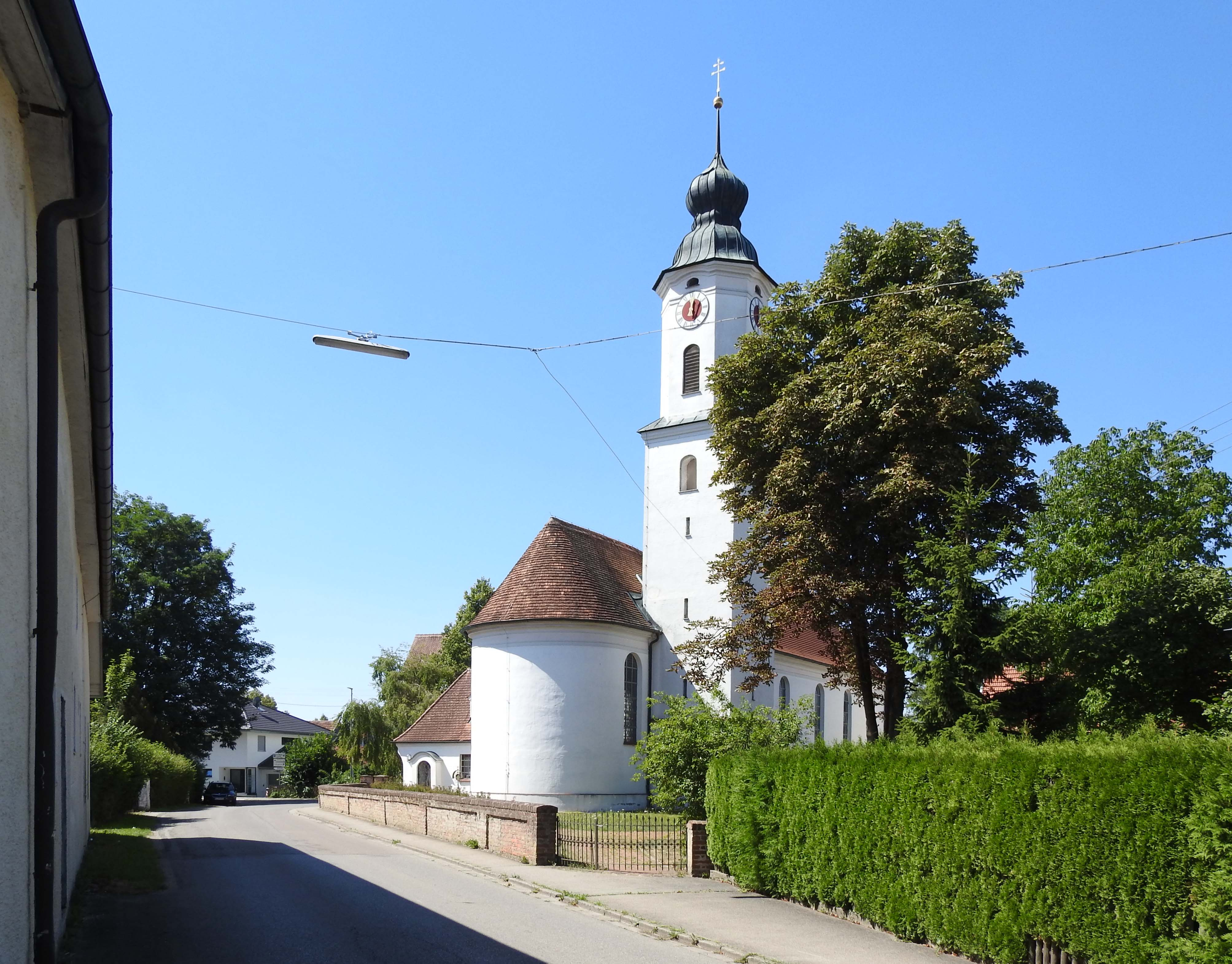
Kirche St. Nikolaus in Kutzenhausen

Kutzenhausen ist eine Gemeinde im schwäbischen Landkreis Augsburg.

## Geografie

### Geografische Lage
Der Ort liegt etwa 20 Kilometer westlich von Augsburg inmitten des Naturparks Augsburg – Westliche Wälder. Der südwestliche Teil des Gemeindegebiets liegt in der Landschaft der Reischenau, der nordöstliche Bereich um die Dörfer Rommelsried und Agawang sind Teil des Rothtals.

### Gemeindegliederung
Es gibt neun Gemeindeteile:
- Hauptort, Pfarrdorf und Gemarkung Kutzenhausen mit dem Weiler Katzenlohe und der Einöde Brunnenmühle
- Pfarrdorf und Gemarkung Agawang mit dem Dorf Unternefsried
- Kirchdorf und Gemarkung Buch mit dem Weiler Boschhorn
- Kirchdorf und Gemarkung Maingründel
- Pfarrdorf und Gemarkung Rommelsried

### Nachbargemeinden
Horgau im Norden, Diedorf im Nordosten, Gessertshausen im Osten und Südosten, Fischach im Süden, Ustersbach im Südwesten und Dinkelscherben im Nordwesten.

## Geschichte

### Bis zur Gemeindegründung
Im Jahre 1407 erhielt das Domkapitel Augsburg von Friedrich Burggraf von Zusameck Vogtei und Gericht in Kutzenhausen. Bis 1803 war der Ort dann im Besitz des Domkapitels Augsburg. Seit 1806 gehörte der Ort zum Königreich Bayern.

### Verwaltungsgeschichte
Von 1862 bis 1929 gehörte Kutzenhausen zum Bezirksamt Zusmarshausen und ab 1929 zum Bezirksamt Augsburg, das ab 1939 dann als Landkreis Augsburg bezeichnet wurde. Von 1978 bis 1993 gehörte Kutzenhausen der Verwaltungsgemeinschaft Gessertshausen an.

### Eingemeindungen
Im Zuge der Gebietsreform in Bayern wurde am 1. Januar 1972 die Gemeinde Buch eingegliedert. Am 1. Mai 1978 kamen Agawang und Rommelsried sowie der Gemeindeteil Maingründel der ehemaligen Gemeinde Reitenbuch (heute Markt Fischach) hinzu.

### Einwohnerentwicklung
Zwischen 1988 und 2018 wuchs die Gemeinde von 2027 auf 2480 um 453 Einwohner bzw. um 22,4 %.

## Politik

### Gemeinderat und Bürgermeister

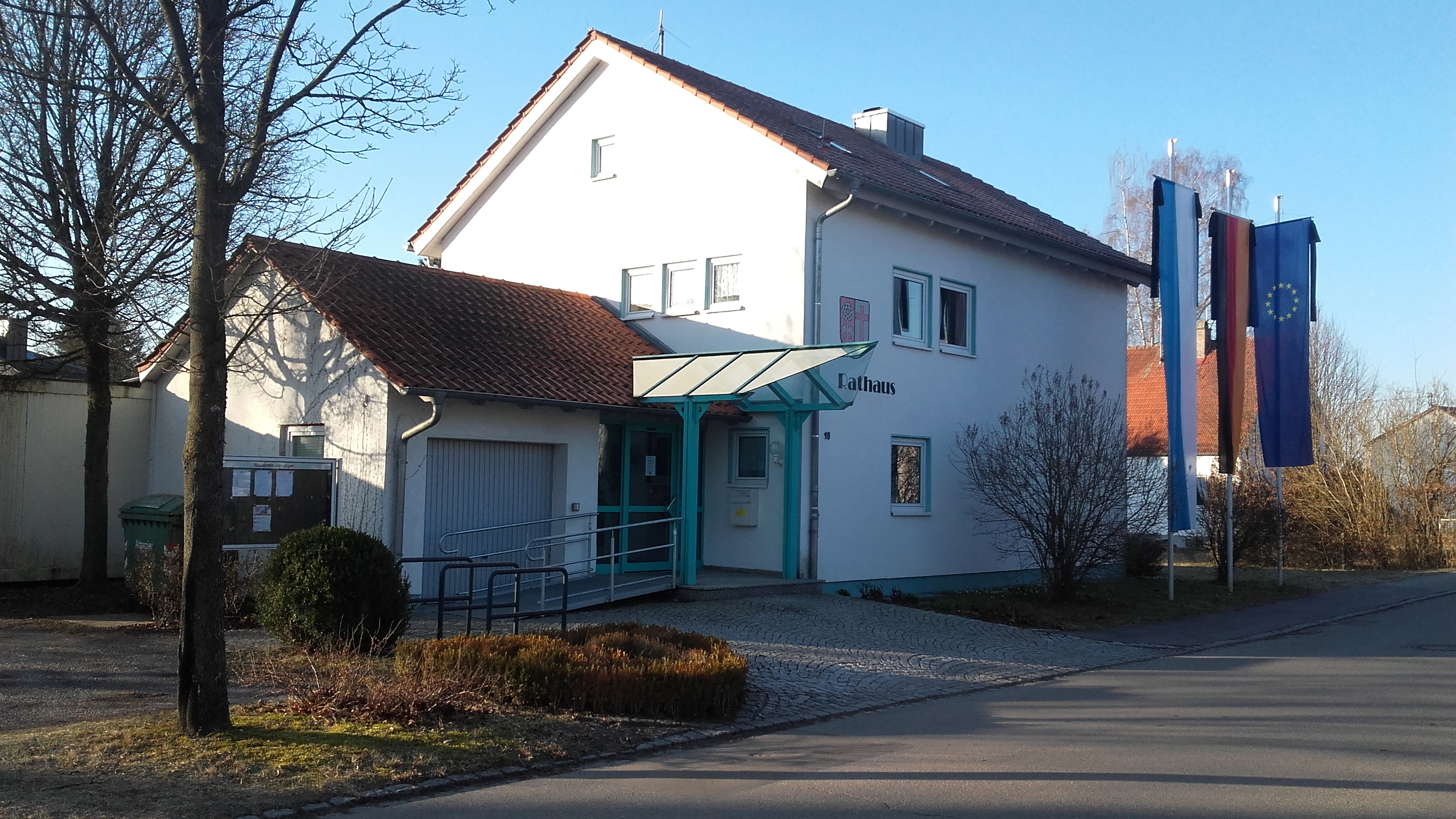
Rathaus Kutzenhausen

Sitzverteilung im 14-köpfigen Gemeinderat (Stand Kommunalwahl 2020):
- CSU: 2 Sitze (2014 drei Sitze)
- GRÜNE: zwei Sitze (2014 ein Sitz)
- Freie Wähler Kutzenhausen: drei Sitze (2014 zwei Sitze)
- Unabhängige Gesamtgemeinde: drei Sitze (2014 fünf Sitze)
- Freie Wählerschaft Kutzenhausen: zwei Sitze (2014 drei Sitze)
- Miteinander Umdenken: zwei Sitze

Seit dem 1. Mai 2020 ist Andreas Weißenbrunner (Freie Wähler Kutzenhausen) Erster Bürgermeister; er wurde bei einem Mitbewerber am 15. März 2020 mit 52,9 % der Stimmen gewählt. Seine Vorgängerin war von 2008 bis 2020 Silvia Kugelmann (Unabhängige Gesamtgemeinde); diese bewarb sich nicht für eine weitere Amtszeit. Ihr Vorgänger war seit 1990 Sebastian Winkler (CSU/UGG).

### Wappen
| Wappen Gde. Kutzenhausen | Blasonierung: „Gespalten von Rot und Silber; vorne eine gefüllte silberne Rose mit Stiel und rotem Butzen, hinten ein schwebendes rotes Kreuz.“ |
| Wappen Gde. Kutzenhausen | Wappenbegründung: Das Wappen der Gemeinde Kutzenhausen enthält Hinweise auf zwei wichtige Grundherren im Gemeindegebiet: Die gestielte Rose ist dem Wappen der bischöflichen Kämmerer von Wellenburg entnommen. Sie waren Grundherren im Gemeindegebiet. Das rote Kreuz stammt von dem Wappen des Augustiner-Chorherrenstifts St. Georg in Augsburg, das im Gemeindegebiet reich begütert war. Die Farben Rot und Silber erinnern an das Bistum Augsburg, das im Gemeindegebiet großen Grundbesitz hatte. Dieses Wappen wird seit 1968 geführt. |

### Partnergemeinden
Eine intensive Partnerschaft pflegt der Ort mit dem badischen Ort Steinfurt. Zudem unterhält die Gemeinde eine Partnerschaft mit der gleichnamigen elsässischen Gemeinde Kutzenhausen.

## Baudenkmäler
- katholische Pfarrkirche St. Nikolaus, erbaut 1754

## Verkehr

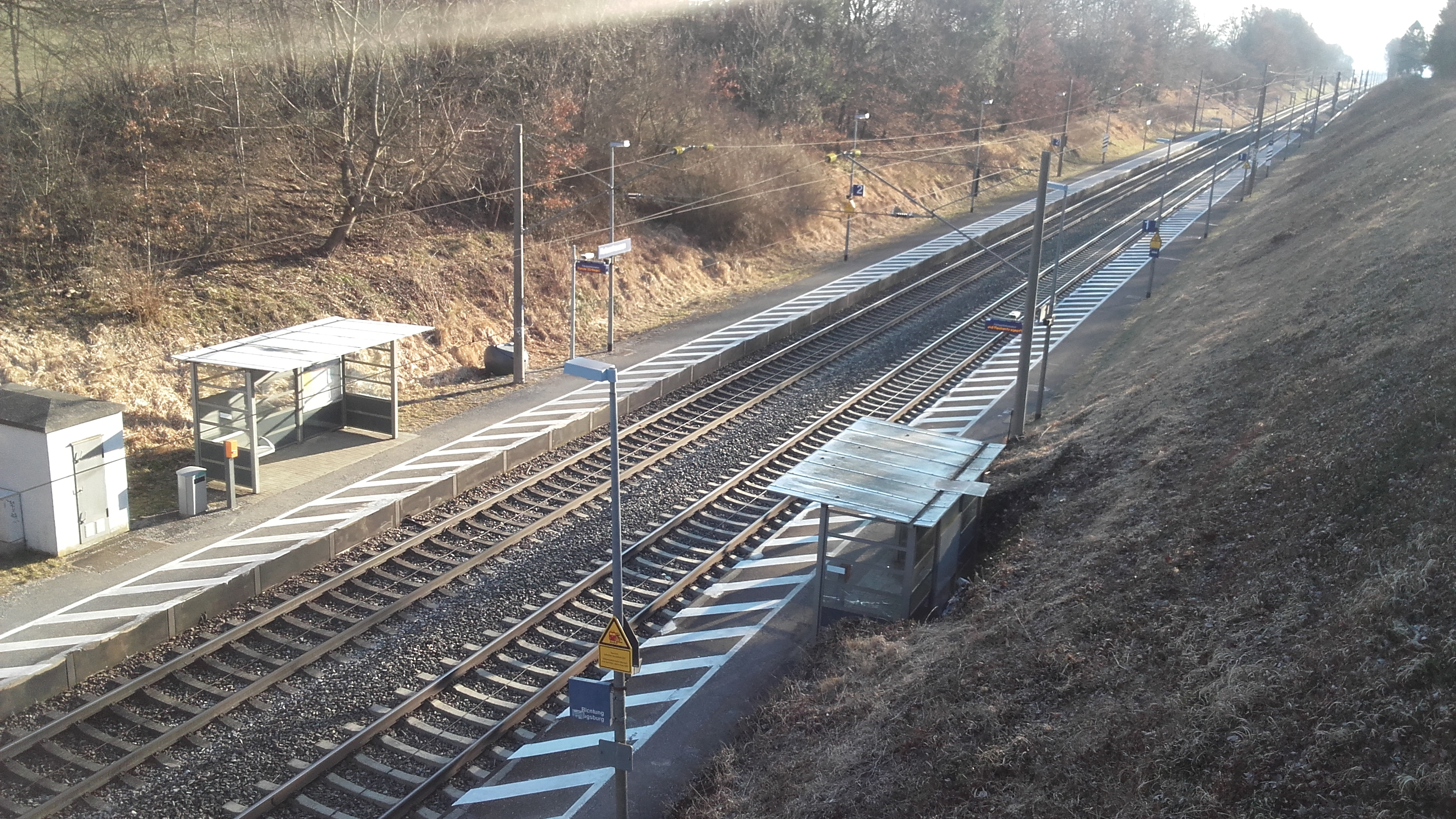
Haltepunkt Kutzenhausen

An der südlichen Gemeindegrenze verläuft die Bundesstraße 300; Agawang, Rommelsried und Unternefsried liegen an der Kreisstraße A 1 Augsburg–Dinkelscherben.
Am 26. September 1853 wurde der durch Kutzenhausen führende Abschnitt Augsburg–Dinkelscherben der Bahnstrecke Augsburg–Ulm als Teil der Bayerischen Maximiliansbahn eröffnet, und am 1. Mai 1854 wurde die Gesamtstrecke der Maximiliansbahn von Ulm nach München fertiggestellt. Heute wird der zweigleisige Haltepunkt Kutzenhausen durch Züge der Regional-Express-Linie 9 (Ulm – Augsburg – München) und Regionalbahn-Linie 86 (Dinkelscherben – Augsburg – München) bedient, die jeweils im Stundentakt verkehren, sodass zwischen Dinkelscherben und Augsburg ein Halbstundentakt besteht.
Der Augsburger Verkehrsverbund hält an Werktagen den nicht vertakteten Busfahrplan der Linie 507 nach Augsburg aufrecht.

## Unternehmen
- Bundesweit bekannt ist die Brauerei Rapp, welche in Kutzenhausen ihren Sitz hat und dort ihre Brauerei betreibt.
- Überregional bekannt ist die Firma Rolladen Fischer GmbH.

## Vereine
- Bündnis 90/Die Grünen (Ortsverband)
- CSU Ortsverband Kutzenhausen
- Freie Wähler Kutzenhausen (Ortsverband)
- Freiwillige Feuerwehr Kutzenhausen
- Heimatverein Kutzenhausen
- Kinder- und Jugendchor Kutzenhausen
- Oldtimerfreunde Kutzenhausen e. V.
- Unabhängige Gesamtgemeinde Kutzenhausen (Ortsverband)
- Veteranen- und Soldatenkameradschaftsverein Kutzenhausen
- Wasserwacht Kutzenhausen

## Sonstiges

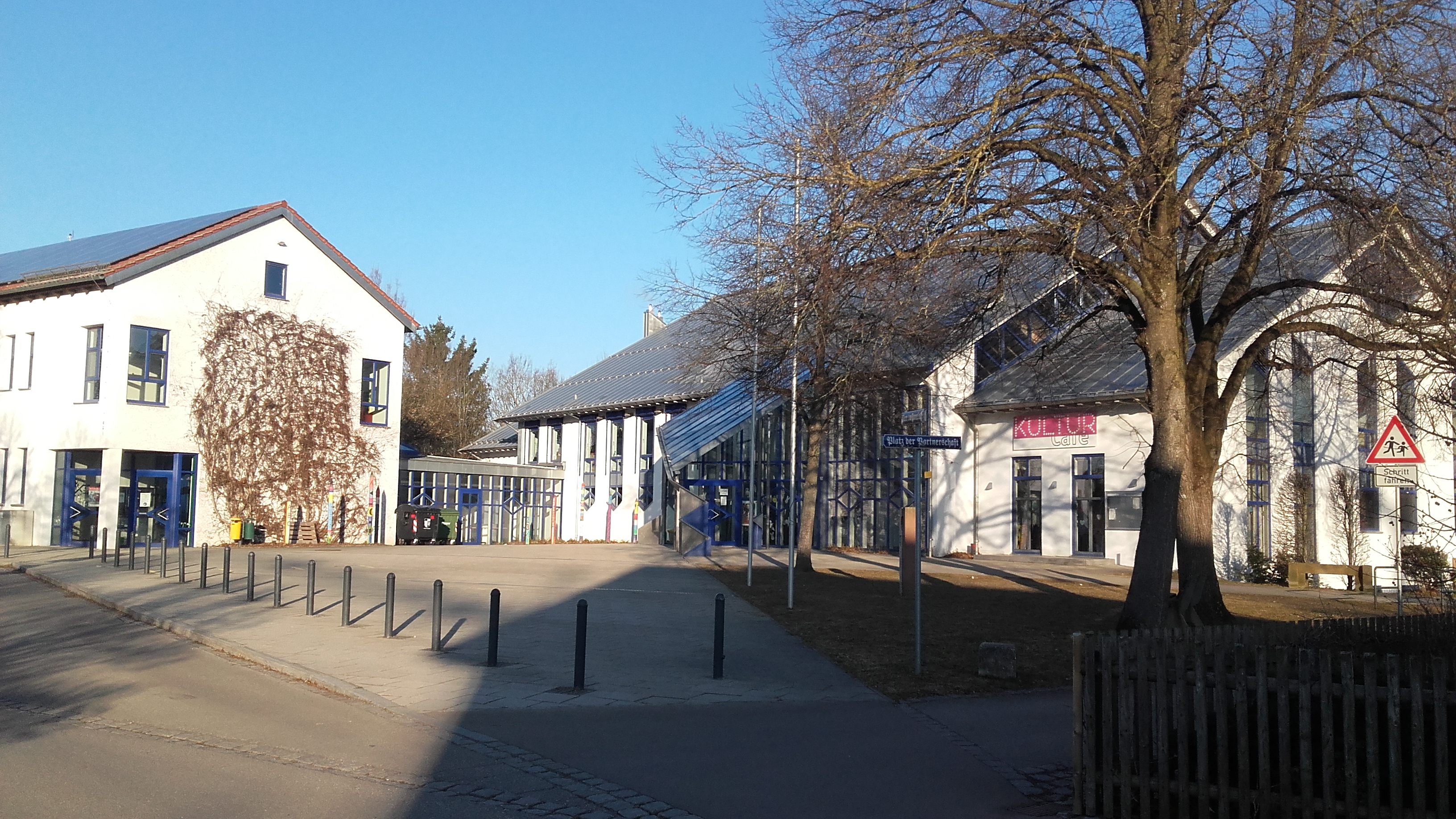
Blick auf die Gemeindehalle und Grundschule

Kutzenhausen hat eine Grundschule, einen Kindergarten und einen Waldkindergarten, eine Gemeindehalle, eine Gemeindebücherei sowie ein beheiztes Freibad.